# ヒッポティオーン
ヒッポティオーン（古希: Ἱπποτίων, Hippotiōn）は、ギリシア神話の人物である。長母音を省略してヒッポティオンとも表記される。主に、
- ケンタウロス族の1人
- モリュスの父

が知られている。以下に説明する。

## ケンタウロスの1人
このヒッポティオーンは、アルカディア地方に住んでいたケンタウロス族の1人である。エウリュステウスにエリュマントスの猪を捕えるよう命じられたヘーラクレースは、エリュマントス山に向かう途上でポロスに饗応された。シケリアのディオドロスによると、ポロスがヘーラクレースのために酒甕を開くと、酒の匂いを嗅ぎつけてケンタウロスたちが集まって来て争いになった。ヒッポティオーンはこのとき集まったケンタウロスの1人で、多くのケンタウロスとともにヘーラクレースによって殺された。

## モリュスの父
このヒッポティオーンは、アスカニア人で、モリュスの父。トロイア戦争では親子ともにポルキュスとアスカニオスにしたがってトロイアを救援して戦ったが、メーリオネースによって討たれた。